# XG
XG (acrónimo de Xtraordinary Girls) es un grupo femenino japonés formado por XGALX, una subsidiaria de la compañía Avex Inc. Está compuesto por siete integrantes: Jurin, Chisa, Hinata, Juria, Cocona, Maya y Harvey. Debutó el 18 de marzo de 2022 con el lanzamiento del sencillo digital «Tippy Toes».

## Carrera

### 2022-presente: Actividades previas y debut

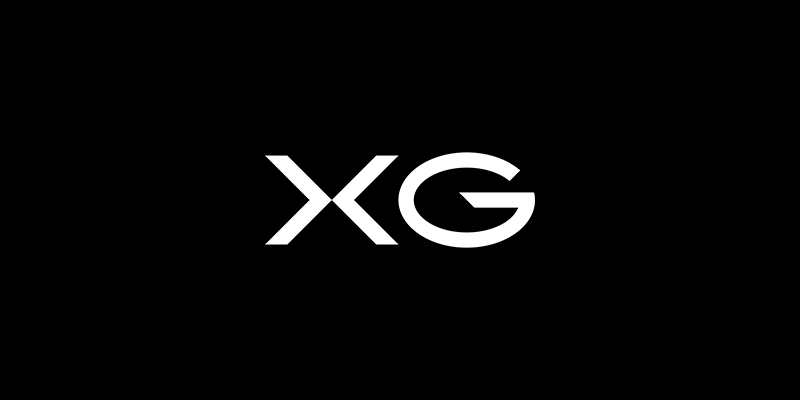
Logo de XG

Las cuentas de redes sociales de XG se publicaron el 25 de enero de 2022, junto con un video corto titulado «XGALX - The Beginning». El clip mostraba a varias chicas entrenando para el proyecto XGALX. Después se lanzó un video con la interpretación de una coreografía creada por Sienna Lalau y dirigida por Hyojin Choi, quien formó parte del elenco del programa Street Woman Fighter. El 18 de marzo de 2022, XG debutó oficialmente con el lanzamiento del sencillo digital «Tippy Toes». El 29 de junio, el grupo publicó su segundo sencillo «Mascara» y se presentaron por primera vez en un programa de música de Corea del Sur, en M Countdown.
El 6 de marzo de 2023, XG entró en el US Radio Top 40 de Mediabase, convirtiéndose en la primera artista femenina japonesa y el primer grupo japonés en conseguirlo.

## Miembros
- Jurin (ジュリン) – líder[9]
- Chisa (チサ)
- Maya (マヤ)
- Hinata (日向)
- Cocona (ココナ)
- Juria (ジュリア)
- Harvey (ハーヴェイ)
- Sulli (ソルリ )

## Discografía

### EPs
| 2023                                                                                   | New DNA - Lanzamiento: 27 de septiembre de 2023 - Discográfica: XGALX - Formato: CD, descarga digital, streaming | 8 | 1 | 2 | - RIAJ: Oro | - COR: 34 272 |
| 2024                                                                                   | Awe - Lanzamiento: 8 de noviembre de 2024 - Discográfica: XGALX - Formato: CD, descarga digital, streaming       |   |   |   |             |               |
| «—» indica que el álbum no alcanzó posición alguna o no fue lanzado en ese territorio. | |   |   |   |             |               |

### Sencillos
| Título                                                                             | Año  | Posición más alta | Posición más alta | Álbum     |
| Título                                                                             | Año  | HUN               | JPN               | Álbum     |
| ---------------------------------------------------------------------------------- | ---- | ----------------- | ----------------- | --------- |
| «Tippy Toes»                                                                       | 2022 | —                 | —                 | Sin álbum |
| «Mascara»                                                                          | 2022 | —                 | 14                | Sin álbum |
| «Shooting Star»                                                                    | 2023 | 32                | 26                | Sin álbum |
| «Grl Gvng»                                                                         | 2023 | —                 | 94                | New DNA   |
| «TGIF»                                                                             | 2023 | —                 | 93                | New DNA   |
| «New Dance»                                                                        | 2023 | —                 | 18                | New DNA   |
| «Puppet Show»                                                                      | 2023 | —                 | 63                | New DNA   |
| «Winter Without You»                                                               | 2023 | —                 | 58                | Sin álbum |
| «Undefeated»                                                                       | 2024 | —                 | —                 | Sin álbum |
| «Woke Up»                                                                          | 2024 | —                 | 5                 | Sin álbum |
| «Something Ain't Right»                                                            | 2024 | —                 | 20                | Awe       |
| «IYKYK»                                                                            | 2024 |                   |                   | Awe       |
| «—» indica que el sencillo no alcanzó posición alguna o no fue lanzado en el país. |      |                   |                   |           |

## Premios y nominaciones
| Premiación                   | Año  | Categoría           | Nominado/trabajo | Resultado | Ref.   |
| ---------------------------- | ---- | ------------------- | ---------------- | --------- | ------ |
| MTV Video Music Awards Japan | 2022 | Estrella en ascenso | XG               | Ganador   | [ 17 ] |